# 2024年3月澳門
2024年3月澳門是指澳門在2024年3月發生的重大新聞事件。

## 3月1日
- 當天0時起，橫琴粵澳深度合作區正式啟動分線管理封關運行[1]。
- 博彩監察協調局公布，2月份幸運博彩毛收入為184.86億元，按年上升79.1%，但較1月份下降4.4%少8億多元，結束三個月的升勢。與2019年同期的253億多元比，還差逾百分之27[2]。
- 統計暨普查局資料顯示，2023年本地生產總值錄得實質增長80.5%，已回復至2019年逾八成水平，其主要動力來自旅遊服務出口。全年的人均本地生產總值為55.9萬澳門元，按年增長80.5%。量度整體價格變動的本地生產總值內含平減物價指數按年上升6.5%[3]。
- 澳門海關在過去8日內分別在三個陸路口岸及一個海路口岸查獲24宗涉嫌偷運舊電子產品出入境的案件，24名港澳及中國大陸男女涉案，已被海關依法起訴，共檢獲1,250部舊手提電話[4]。
- 澳門輕軌2月日均載客量約16,700人次，較一月上升近兩成，而一月的日均載客量約14,000人次[5]。

## 3月3日
- 澳門海關利用應用海域智能監控系統及紅外線夜視攝像機等科技設備，對非法活動高風險地區進行全天候監控，提升執法能力及加強打擊非法跨境活動力度，2月29日於外港航道附近成功破獲1宗偷渡案件，分別拘捐4名中國大陸男性[6]。
- “2023幻彩耀濠江”活動完滿結束，橫跨3個月的標誌性品牌活動受到居民和旅客歡迎，活動合共吸引778萬人次到訪，展現澳門“旅遊+盛事”魅力，帶動各區人流，促進社區旅遊及夜間經濟[7]。
- 治安警察局公佈2024年1月截獲疑非法賽車共26次，比2023年同期的15次升幅達73.33%，綜觀數據，可見警方就打擊上述違法行為不遺餘力，但要更有效遏止非法賽車，警民及社會各界應合力“圍堵”，透過“密切監控、適時舉報、加強執法、宣傳教育和法律震懾”，以保障守法的駕駛者及行人的生命及財產安全[8]。

## 3月4日
- 中國人民政治協商會議第十四屆全國委員會於當天下午3時在北京人民大會堂揭幕，中共中央總書記、國家主席、中央軍委主席習近平等黨和國家領導人出席大會。全國政協主席王滬寧發表任內首份全國政協常委會工作報告，王滬寧在報告中提到，過去一年的工作中，圍繞促進港澳青年更好融入國家發展大局等開展調研[9]。
- 中央港澳辦主任、國務院港澳辦主任夏寶龍到北京飯店看望港區、澳區全國人大代表，並與代表們共進晚餐。多位澳門特別行政區全國人民代表大會代表會後受訪形容夏寶龍非常親切。引述夏寶龍勉勵澳門發揮“超級聯絡人”的作用。澳門經濟亦要“兩條腿”走路，除了博彩業，更應推動經濟多元化發展，包括“1+4”產業，高新科技及跨境電商等[10]。
- 四名分別來自香港及中國大陸男子在路氹城一間賭場以配碼賭博方式，企圖詐騙一名高利貸男子八萬元本金。他們於賭博期間取走籌碼事敗被捕，四名男子被控告涉嫌巨額詐騙移送檢察院處理，事主報稱損失58,000港元[11]。

## 3月5日
- 文化局宣布和六大綜合度假休閒企業合辦的“2024澳門國際幻彩大巡遊”會在本月24日舉行。文化局表示今年約有80個國家的藝團隊參與，人數預計達到1800人。[12]

- 行政長官賀一誠列席第十四届全国人民代表大会第二次會議開幕式，聆聽及學習國務院總理李強所作的政府工作報告，報告中表示要繼續全面準確、堅定不移貫徹“一國兩制”、“港人治港”、“澳人治澳”、高度自治的方針，堅持依法治港治澳，落實“愛國者治港”、“愛國者治澳”的原則。支持香港、澳門發展經濟、改善民生，發揮自身優勢和特點，積極參與粵港澳大灣區建設，更好融入國家發展大局，保持香港、澳門長期繁榮穩定[13]。
- 由巴士愛好者、城規專業人士及傳新澳門協會成員組成的「澳門公共交通關注組」督促當局把握時間徹底改革及重整巴士路線站點，並建議可先以氹仔舊城區為試點，利用閒置地設松樹尾交通樞紐，並建議減少路線重疊和迂迴、重整部分路線、設短線提高效率、增支線快速接駁、縮短巴士靠站時間，以及改善候車空間等[14]。

## 3月6日
- 統計暨普查局資料顯示，2023年第4季末博彩業全職僱員（51771名）按年減少403名（-0.8%），當中荷官（23359名）減少362名（-1.5%）。平均薪酬方面，12月博彩業全職僱員的平均薪酬（不包括非定期報酬）為25290澳門元，按年上升6.8%，當中荷官的平均薪酬（20870澳門元）上升5.4%，升幅主要由於2022年同期無薪假較多而導致基數較低所致[15]。

## 3月7日
- 統計暨普查局資料顯示，2023年終本澳總人口（683700人）按年增加1.6%（10900人），主要由於居澳外地僱員增加（7500人）所致；女性佔53.4%。按歲組分析，少年兒童人口（0-14歲）佔比下跌0.9個百分點至13.2%，而老年人口（65歲及以上）則上升0.7個百分點至14.0%，老年人口數目首度超越少年兒童人口，老化指數亦攀升至106.1%[16]。
- 一名賭場賭枱主任，涉嫌串同多名賭客偽造賭博紀錄及積分，然後換取禮品。一個月內騙取娛樂場28.9萬元禮品。司警據報拘捕賭枱主任及一對夫婦賭客，起回一批共值3萬元的禮品，被捕的3人為澳門本地居民，年齡介乎51至59歲，涉嫌相當巨額電腦詐騙移送檢察院處理[17]。
- 網上流傳片段指一名60多歲的本地男子在路中設有圍欄的河邊新街横過馬路，並以隨身攜帶的一把小刀割斷圍欄横過了馬路。短片引起網民熱議外，也引起警方的主意。警方追查後，以「毀損」及「禁用武器」等罪名將涉嫌男子拘捕，其聲稱曾飲用酒精飲料，但已忘記曾作出上述行為[18]。
- 廣東省珠海市發布關於印發《珠海市2024年國民經濟和社會發展計劃》，當中包括提出爭取「粵車南下」政策儘快落地，加快廣珠澳高鐵前期工作，全力支持橫琴粵澳深度合作區封關運作。有序銜接澳門教育、醫療、社區服務等民生公共服務，並聯動橫琴及澳門聯手建設「十字門金融區」，打造廣東金融發展「第三極」。攜手澳門推動廣珠澳科技創新走廊建設，加快推動橫琴中醫藥廣東省實驗室、中國—葡語系國家科技交流合作中心建設[19]。
- 2021年10月4日，氹仔某間拳館一宗拳賽打死人案件，初級法院作出宣判。初院指出，楊姓被告、泰拳運動員在拳賽中服從指示，未發現違規，因此其一項「嚴重傷害身體完整性致死罪」被判罪名不成立。但該拳賽裁判、利姓證人在裁判過程中沒有按規阻止楊姓被告停止進攻被害人，如沒有數足指定秒數，涉嫌有違規行為。法院改請求檢察院起訴利姓裁判一項「過失殺人罪」[20]。

## 3月8日
- 一名治安警警員以投資教育中心為名。詐騙朋友五十萬元入股費用。事主入股從沒收取分紅，追討多年亦沒法取回投資款項。司警據報調查證實教育中心從沒招收入股，拘捕涉案警員[21]。就有治安警警員涉嫌詐騙被拘捕，保安司司長黃少澤重申，當局對違法違紀是「零容忍」的態度，凡有紀律部隊人員干犯相關行為，他們絕不姑息，嚴肅處理，究責懲處，其司長辦網站「警鐘長鳴」欄目亦會上載個案相關訊息[22]。
- 2024年澳門特別行政區行政長官選舉舉行在即，有評論提及現任保安司和行政法務司等人是下任特首潛在人選。黃少澤回應稱，媒體有評論自由，他不予置評；張永春則稱，沒有想過競選特首[23]。
- 評級機構惠譽國際公佈維持澳門特區的“AA”長期本外幣發行人信貸評級，評級展望為“穩定”。主要是基於特區非常穩健的財政和對外收支狀況，以及政府在經濟調整期仍堅守審慎的財政管理。與此同時，惠譽預期穩定的旅遊業復甦和非博彩投資將對澳門的經濟前景提供支持[24]。
- 《東區-2規劃分區詳細規劃》行政法規草案正式生效，訂明東區-2土地面積約1.38平方公里，預計居住人口為9.6萬人；共76幅地段用作建設，當中的城市運動公園、中央綠廊及濱海綠廊等用地佔比41%，並以輕軌東線為中心軸線並設四個站點[25]。
- 《第四批不動產的評定》行政法規公布及在翌日生效，六項建築成為「法定文物」，包括：趙家大屋、澳門國父紀念館、望廈山房兩項建築群、原媽閣層場舊址以及路環九澳港海關站[26]。對於俗稱紅街市的提督街市出現了之前沒有的時鐘，相信不少市民感到意外。文化局局長梁惠敏表示，設置時鐘有歷史依據，局方認同市政署再裝時鐘的方向。對於現有時鐘不是當年設計的方形，局方會與市署充分再溝通後再落實[27]。

## 3月9日
- 路環九澳聖母馬路新監獄地盤外發生工業意外，三名47歲至53歲工人工作期間被支架壓傷，其中一人一度被困，重傷送院搶救。另外兩名傷者輕傷送院治理，情況並無大礙。公共建設局已指示建單位即時停工[28]。涉事意外為新監獄附屬戶外設施，主要是配合新監獄的管理需要，於新監獄範圍內一預留用地上建造附屬戶外活動場所。工程主要興建多個球場、衛生間、監控中心以及基於保安要求的圍網及瞭望塔等[29]。
- 一名七旬中國大陸籍男子懷疑未使用行人過路設施橫過馬路，於新馬路疑未使用行人過路設施橫過馬路，被途經巴士撞倒受輕傷送院治理[30]。
- 澳門海關於3月1至7日在四個陸路及一個海路口岸查獲74宗涉嫌偷運貨物出入境案件，行動中分別檢獲一批美妝產品、舊電子產品、電子煙、電子煙彈、煙草產品以至食材等。涉案74名男女包括澳門本地、香港及中國大陸居民，年齡介乎24至79歲，已根據《對外貿易法》相關規定起訴涉案者[31]。

## 3月10日
- 旅遊局表示，自3月6日起開放陝西省西安市及山東省青島市的“港澳個人遊”後，兩市來澳的旅客已較此前都有所增加，並計劃月內到兩地做推介活動；另外首月訪澳國際旅客達19.9萬人次，當局年內目標有200萬國際旅客到訪澳門[32]。
- 近90位來自歐美或其他亞洲國家等地的郵輪國際旅客經香港抵澳，將隨團遊覽世界遺產“澳門歷史城區”、澳門博物館、澳門旅遊塔及大型度假村設施等，並享用澳門美食。旅遊局於外港客運碼頭舉行歡迎儀式，並向旅客致送紀念品，宣傳澳門熱情好客的文化和有禮都市形象，相關產品已於2024年1月起在12家國際郵輪公司上架銷售[33]。
- 教育及青年發展局表示，研究在新學年透過教育基金進一步支援學校配置人工智能教育及科普教育設備，支持學校發展具校本特色的課程[34]。
- 治安警察局相隔五年後復辦「警民同樂日」活動，活動內容包括警樂步操、警犬表演、歌舞演出，裝備展覽及攤位遊戲等，吸引不少市民參與[35]。
- 2024年1月，一個某著名韓國男子團體於靠近社區的運動場地舉行演唱會引發社會爭議。環境保護局回覆議員書面質詢時表示，《噪音法》已對表演、娛樂噪音進行管制，暫沒計劃修法；文化局同時引述環保局回覆時表示，《噪音法》已對七類噪音源進行管制，當中涵蓋表演、娛樂，以及類似活動的噪音，並持續檢視《噪音法》的執行情況和相關指引；至於大型戶外演唱會改善措施方面，文化局指體育局轄下所有體育設施除了供居民和團體進行體育活動外，在場地檔期及設施條件適合的情況下，亦會提供予團體進行其他非體育活動；而文化局在籌辦各項藝文活動時，亦會綜合考量活動性質、技術要求及場地配套等因素[36]。

## 3月11日
- 一名澳門大學校園管理及發展部轄下的“工程處”行政主任，涉嫌在兩項由澳門大學計畫開展的工程包括涉及澳門大學住宿式書院的建造工程以及教職員及研究生宿舍連廊設計及建造工程，利用其職務之便有預謀地實施犯罪，違反公務員的職責與義務，造成公共利益或第三人的損失，嚴重危害公共行政當局的聲譽及公共工程招標制度的公平性，被中級法院加刑判囚2年半[37]。
- 一名50多歲本地女婦人涉嫌在中區攬客做除痣等服務時遭警員截查，揭發涉無牌行醫，其聲稱曾於中國大陸從事相關工作，案發時是首度在澳開業，尚未發市。另一宗為一名美容院本地女東主涉以「優惠價」兌澳門元，騙取五名顧客共17萬元[38]。
- 澳門特別行政區政府於3月簽署的行政命令，特區將與南光實業簽署「解除港珠澳大橋澳門邊檢大樓商用空間管理及經營批給公證合同的協議」。商用空間已完成共三次招商，期間共一間公司投標，受疫情影響，其中兩次公開招商無人投標，目前累計招商26間公司，已招出22個間隔單位及22臺自助服務設施[39]。
- 澳門地產業總商會反映，儘管經濟持續復甦，但私樓價格仍然疲弱。現時樓價已踏入紅線，建議透過“撤辣”提振投資消費，重啟吸引人才投資移民，助樓市回穩，扶持私樓市場的平穩健康發展[40]。
- 第一屆澳門國際喜劇節開幕，活動開心麻花、大麥文化傳播主辦，文化局冀藉澳門國際喜劇節的專業優勢和市場運作，為澳門青年演員和創作隊伍提供廣闊舞台，使他們不斷磨練成長，建立起更多澳門自身的展演品牌，為促進澳門演藝的產業化發展作貢獻[41]。
- 農曆二月初二為土地公誕辰日，澳門多處包括沙梨頭、筷子基及雀仔園等地土地廟或福德祠舉行土地誕賀誕活動[42][43][44]。

## 3月12日
- 珠海市商務局（珠海市口岸局）發布，包括將灣仔口岸等五個國家一類港口口岸整合並定名為珠海港口岸，相應改設高欄、斗門、洪灣、九洲、萬山、唐家等六個港區[45]。
- 首次應用的「一碼通溯源」的一批澳門特色食品牛油曲奇，經港珠澳大橋珠海公路口岸通關進入中國大陸市場，此次改革項目實施後，口岸環節海關相關作業效率預計可提升30%以上[46]。
- 文化局繼續於每年4月25日舉行“全城共讀日”，並首次移師至大三巴牌坊前舉行；另外第34屆澳門藝術節於5月初起舉行[47]。
- 據統計暨普查局於2024年1月底資料顯示，全澳電單車註冊數量近13萬輛。然而，電單車多泊位少，違泊普遍，對行人造成不便。更值得關注的是，目前公共停車場的電單車泊車率低，電單車主寧違泊也不願入停車場。有意見認為，政府因應陸路交通的發展與現實情況減少路邊泊位，但同時積極增建公共停車場。不過，部分駕駛者的泊車習慣與政府的施政方向存在落差。扭轉“車泊門前”的觀念，引導電單車駕駛者習慣使用公共停車場，提高泊車率，才能改變違泊習慣，減少阻礙公共道路，同時避免浪費公共泊車資源[48]。

## 3月13日
- 兩會精神傳達會於澳門中聯辦舉行，澳區全國人大代表團團長劉藝良引述國務院副總理丁薛祥表示，2024年澳門特別行政區行政長官選舉和換屆要從國家和澳門的根本利益出發，確保符合中央要求的行政長官人選能順理當選，既要支持本屆政府圓滿完成餘下的任務和各項工作，還要全力支持新一屆政府管治班子，協助實現新政良好開局[49]。
- 澳氹第四條跨海大橋於12日晚上順利實現全橋合龍[50]。

## 3月14日
- 經珠澳兩地政府協商一致，拱北口岸主聯檢樓於15日12時起恢復通關服務。橫琴口岸客貨車聯合一站式餘下十五條車道已建成並通過測試，具備開通啟用條件；經澳琴兩地相關部門協商一致，定於3月18日15時起投用，即全部三十條車道正式啟用，至於往來粵澳口岸原貨車通關安排，暫維持不變，後續待粵澳相關部門研究後再作通告[51]。
- 新城A區A11地段公共房屋地盤發生致命工業意外，一名65歲本地男性，任職混凝土工程公司負責人，進入吊運區域了解情況時，被一輛運行中的吊機撞倒，送院期間已沒有呼吸心跳，最終搶救無效不治。公共建設局及勞工事務局對事件高度重視，勒令即時停止工地內所有吊運工作[52]。
- 司警破獲兩宗高利貸及禁錮傷人案。拘捕共九名中國大陸男子，救出兩名被禁錮的內地男子，撿得三百多萬元籌碼。司警追緝最少一名在逃男子下落[53]。
- 《檔案法》正式生效。[54]

## 3月15日
- 拱北口岸主聯檢樓完成安全隱患改造工程重開，恢復通關服務。據介紹，經改造後主聯檢樓設有57條出境查驗通道（14條人工和43條自助），六十五條入境查驗通道（18條人工和47條自助），較此前兩側新廳的通道多逾十條，通關能力入境方面提升逾一成，出境則逾一成半[55]。
- 澳門特區政府與港鐵（澳門）的「協助澳門輕軌系統氹仔線的營運及維護服務」合同到期在即，之後服務擬全面由澳門輕軌股份有限公司接手，原相關人員也會接收。不過就有轉入員工爆出舊公司既無年資解僱補償、新公司又不計年資的爭議，澳門立法會第七屆議員林宇滔質疑有違法之嫌，去信政府要求確保相關人員勞工權益不受損[56]。

## 3月16日
- 第四十三屆澳門綠化週揭幕，以“傳承愛綠，共建美好城市”為主題，秉承“世界植樹日”的理念，舉辦多場植樹及體驗活動，介紹澳門的綠化建設、生態資源和保育現況[57]。

## 3月17日
- 海事及水務局提供數字，經客運碼頭出入境共有78.012萬人次，進行航班共6,389班，經外港客運碼頭出入境人次為COVID-19疫情前的約35%，而經氹仔客運碼頭出入境的同比則恢復約77%，而總出入境量則不到當年的60%[58]。
- 橫琴粵澳深度合作區自3月1日起正式封關運行後，據中國海關統計，截至3月13日淩晨，經橫琴口岸入出合作區超60萬人次，其中約28萬人次通過「一次過檢」模式驗放，超4萬人次經橫琴口岸「新家園」便捷通道高效通關，海關共驗放入境攜帶相關動植物產品超411餘批次。「二線」4條公路通道共驗放出區車輛53.72萬輛次，各通道均通行順暢。在貨物方面，保稅貨物經「一線」進入合作區通關順暢，貨物經「二線」進入合作區可以申辦出口退稅[59]。

## 3月18日
- 首份分區詳細規劃、東區-2規劃正式刊登政府公報，並於翌日起正式生效，當中不包括不獲中央批准的A區與澳門半島間水道填海的0.36公里土地。全區為都市性地區，主要使用目的為居住區和綠地或公共開放空間區，共76幅用作建設地段[60]。
- 澳氹第四條跨海大橋舉行全橋合龍慶典儀式，作為澳門特別行政區成立二十五周年紀念獻禮，第四通道全長3.08公里，跨海段長約2,86公里，預留連接新城A區至新城B區跨海連接通道及大潭山隧道，主線設計爲雙向八車道，中間兩車道為電單車專用道[61]。
- 正審議《立法會選舉法》修法案的立會第二常設委員會引述政府表示，會研究未來在電話應用程式「一戶通」增設選民登記辦理，但不會在下一屆立會選舉登記期作落實[62]。
- 有集團負責人揚言，計劃把下環街附近的光復圍打造成有數十間特色小餐廳的美食街，配合特色賓館，以美食吸引旅客進入下環舊城區消費。但有文物保育人士表示反對，保育是文旅的前提，這個邏輯除了適用於光復圍，亦能應用於澳門的旅遊發展。過度開發爭取人流，不利於可持續發展[63]。
- 橫琴口岸客貨車聯合一站式車道於15時起正式啟用，首次將“合作查驗、一次放行”便利通關模式，從旅檢通道擴展到車檢通道，其中出境、入境各設置15條，單向各包含6條貨車通道和9條客車通道，每小時出境方向可驗放650輛次、入境可驗放600輛次[64]。

## 3月19日
- 「澳門新中央圖書館建築工程 - 拆卸、基礎及地庫」第一期工程已經開標，公共建設局共向七間公司詢價為7,000萬至接近9,000萬元，涉及舊愛都酒店的拆卸、建造新圖書館的基礎及地庫，最長施工期為460工作天[65]。
- 環保局進行“飛灰存放區營運及飛灰暫存倉建造”公開開標，共收到11份標書。經開標委員會的審議和確認後，10份標書獲接納，1份標書不獲接納，標書價格由7仟多萬至1億5仟多萬澳門元不等。有關合同期為48個月，中標公司須按投標案卷要求，在現有建築廢料堆填區內設計連建造第1期至第3期飛灰暫存倉，並為建築廢料堆填區內的飛灰存放區，以及已關閉的九澳飛灰堆填區提供營運及環境監測與審核服務[66]。
- 政府推出新一輪「中小企業數字化支援服務」計劃，扶助餐飲和零售等五行業企業去建立數字化系統，資助上限每間18,000元。更破天荒找來銀河娛樂集團和美高梅中國「出資」，令資助受惠名額大增至600個[67]。
- 作為林茂塘空中走廊之一的林茂海邊大馬路行人天橋建造工程經已竣工，公共建設局臨時接收工程，造價1,200萬元，連接海邊走廊的休憩區與臨時兒童遊樂場，兩端各設置兩台升降機和一條樓梯，並連結信譽灣畔延伸而至的公共人行走廊[68]。
- 廣東省粵港澳合作促進會舉行“廣東省2024年春茗”，行政長官賀一誠致辭表示，2024年特區政府將扎實推進粵港澳大灣區各項建設工作，提升大灣區市場一體化水平，支持粵澳企業共同參與國際經濟合作與競爭。同時，進一步豐富粵澳合作的內涵和意義，推動粵澳合作向更高水平、更深層次、更多領域的新階段發展[69]。

## 3月20日
- 青洲河邊馬路發生致命車禍，一名22歲男性懷疑駕駛電單車到上址時失控撞向花圃，連人帶車衝入花圃內。消防於當天凌晨5時接獲事主朋友報案，到場後發現其已無生命跡象當場證實死亡，並已出現屍斑。經初步檢查，該本澳青年下顎裂傷及右手懷疑骨折[70]。
- 近日橫琴澳門新街坊爆出單位的裝修選料質量爭議。澳門都市更新股份有限公司回應強調，公司有嚴格把關，並保證用料質量均符合檢測標準[71]。

## 3月21日
- 三名本地男女利用盜取他人信用卡資料，在他們經營的三間店鋪進行超過100多宗的虛假交易。騙取信用卡公司590萬元。司警據報拘捕三人並搜得現金和犯案工具。司警調查相信，三人組成犯罪集團以非法途徑取得大量海外信用卡資料，然後綁定手機移動支付程式，利用手機在他們經營的店鋪進行頻繁的虛假交易。騙取信用卡公司及銀行款項。他們將公司帳戶內詐騙所得款項以迂迴方式轉帳到親屬帳戶。最終又轉到他們私人帳戶內，達成將款項清洗目的[72]。
- 一名40歲任職秘書的本地女子，涉嫌利用職務之便，盜去老板現金和首飾等總值611多萬元財物，之後失去聯絡。司警接報調查後，3月20日在港珠澳大橋澳門邊檢大樓將其截獲，控以加重盜竊罪[73]。
- 造價2億的東北大馬路空中走廊建造工程進行公開開標，是次開標為整個步行系統的第一區工程，在東北大馬路建造空中走廊，長度約600米，沿途設置12個落腳點，並與慕拉士社屋的公共連廊連接[74]。
- 近日港鐵（澳門）員工向澳門立法會直選議員林宇滔反映有關離職退場事宜，澳門輕軌股份有限公司關注有關情況，並已多次要求港鐵（澳門）必須遵守《勞動關係法》的規定，妥善處理其與合約人員的勞資問題，同時要求港鐵（澳門）應向員工清晰解說，做好退場機制。輕軌公司從未要求相關人員在應聘輕軌公司的職位時，簽署任何非輕軌公司發出的附帶文件[75]。

## 3月22日
- 澳門特別行政區行政會完成討論《旅行社業務及導遊職業法》法律草案。法案將送交立法會審議。法案冀盡量清晰規範、減少灰色地帶，包括訂明禁止旅行團團費低於成本價，以及可在本地欠缺特定外語導遊下聘外僱擔任等[76]。《數據中心的設立及運作制度》行政法規於4月1日正式生效，兩間固網牌照公司包含提供數據中心的服務都有能力過渡，繼續經營數據中心。往後，實體或有興趣的單位可按法規要求，申請經營數據中心[77]。
- 澳門特別行政區行政會完成討論《訂定在廣東省珠海市拱北口岸東南側相關陸地和海域適用澳門特別行政區法律的基本規範》法律草案，將送交澳門立法會審議。明確用於興建輕軌東線項目[78]。
- 有澳門理工大學教師向立法會請願，列舉藝術學院管理聘任不透明、聘任能力不到位、教師被無理辭退等，立法會的委員會認為沒有權限徹查。校長嚴肇基回應指請願內容不實。續提出，五年來三次修訂大學的行政法規，每次都會重新檢視管理制度、人員任命方法，所以有《澳門理工大學章程》行政法規草案[79]。
- 一名40多歲的本地男性在氹仔醉駕，期間無故向前方正在巡邏的警車「響安」，引起警員懷疑，於是將之截停了解情況，發現男子滿身酒氣，檢測證實醉駕，將之拘控[80]。
- 一名50多歲的本地女子於當天中午懷疑於黑沙環馬路亂過馬路，被一輛新福利巴士撞到，女子頭部受傷送院治理，送院時清醒程度曾下降。經調查，意外疑因有人沒有使用過路設施引致，警方將於傷者出院後檢控。事件中，巴士司機通過酒精測試[81]。

## 3月23日
- 司警透過區域警務合作機制，案發八小時內閃電偵破一宗持電槍搶劫兌換黨案，四名32至36歲中國大陸男子分別於廣東省多地落網，案中男事主為香港居民，從事換錢黨，共損失50萬港元[82]。

## 3月24日
- 治安警察局更新網上繳付交通違例罰款系統，除可收納涉及汽車及摩托車的違例外，增加收納行人、腳踏車／滑板車／輪椅違例人，以及非本地車輛的交通違例罰款[83]。
- 澳門國際幻彩大巡遊相隔四年再度復辦，超過80隊來自本地及世界各地約1,800名表演者參與巡遊，風格多樣的藝術表演盡現文明交流互鑑的魅力，彰顯澳門“演藝之都”的文化活力[84]。
- 沙梨頭石街一間空置石屋下午發生火警，濃煙直竄上空，消防據報拖喉射水將火撲熄，經消防檢查肇事單位燒毀面積約五百呎，事件懷疑冷氣機機頭故障引致[85]。

## 3月25日
- 澳門立法會舉行口頭質詢大會，直選議員梁鴻細促請政府調升養老金，社會文化司司長歐陽瑜表示，養老金自2020年1月作出調整後，至同年1月所得的累積綜合消費物價指數（CPI）變動率為2.15%，未有達到觸發調整的3%水準。她提出，當局實時跟進統計暨普查局的數據，若達觸發調整的水準，便會立即啟動研究機制[86]。
- 在氹仔偉龍馬路夾心房屋項目暫緩興建、未有重啟時間表下，《夾心房屋法律制度》將於4月1日起生效。政府公佈刊登四份有關《夾屋法》的行政長官批示，包括：核准申請夾心房屋所適用的得分表；核准夾心房屋申請表的式樣，以及夾心房屋申請及資格審查須附同的文件列表；訂定使用夾心房屋專屬電子平台發送有關申請文件及資料的電子身份識別工具；核准出售夾心房屋、不可轉讓的期間屆滿後首次及其後出售夾心房屋的許可書的式樣，以及夾心房屋的單位交付筆錄的式樣。四批示均與《夾屋法》生效日同日起生效[87]。
- 粵澳兩地警方破獲一宗偷渡集團案。拘捕六名本地及中國大陸男女成員以及八名偷渡客。澳門海關於3月23日凌晨發現有人發現有人在港珠澳大橋口岸人工島，以步行及攀爬分隔兩地的圍欄方式偷渡來澳。關員立即行動拘捕五名偷渡客，但有多人逃去，遂立即通知治安警協助並截獲三名偷渡客，仍有人在逃[88]。
- 司警搗破一個越南籍圈子於中區某卡拉OK開「毒品派對」，拘捕18男18女共36人，其中一名為越南籍獄警。懲教管理局就有屬下人員涉嫌違法表示高度關注，已立即開展內部紀律調查程序，依法追究違法者之紀律責任[89]。
- 中國—葡語國家經貿合作論壇第六屆部長級會議落實於該年4月21至23日舉行[90]。

## 3月26日
- 連接澳門半島新城A區至氹仔新城E1區的第四條澳氹跨海大橋，特區政府參考了澳氹第四條跨海大橋徵名活動由評選委員會選出之5個參考名稱後，決定正式命名為“澳門大橋”[91]。
- 繼偉龍馬路夾心房屋項目暫緩興建後，運輸工務司司長羅立文表示政府已抉定暫擱置5,700個單位位於新城A區的五個經濟房屋項目；政府另將411個經屋單位轉做社屋單位，其中包括位於湖畔大廈內的119個單位；至於東北大馬路長者公寓審核方面，期申請評核工作已進入第二階段，按情況應可如預期在同年第四季安排長者入住[92]。
- 澳視葡文葡語新聞揭發政府計劃在路環建造的「生態島」與中山大學提議的海豚保護區重疊；民政總署之前委託該大學進行調查，相關報告已被列為保密文件。澳廣視從相關報告中見到中山大學提出，澳門整個海域對中華白海豚至關重要，建議設立逾30平方公里的保護區，而該報告已被眾多環保人士強調保育的重要性及批評政府拒絕公開以往的海豚調查報告[93]。對於選址爭議方面，運輸工務司司長羅立文明言，生態島選址並非特區官員決定，而是國內專家決定，呼籲大眾放心[94]。
- 位於青茂口岸南側澳門境內大樓的「粵澳名優產品博覽中心」預計年內營運，經濟財政司表示已收到多個企業進駐申請；至於關閘周邊整體規劃更新研究未有落實時間表，而路氹邊檢大樓原址詳規有待意見收集作落實[95]。
- 地球物理暨氣象局當日錄得最高氣溫為31.0度，打破澳門自1952年以來3月份最高氣溫紀錄[96]。

## 3月27日
- 司警公佈兩名高校生懷疑墮入公檢法騙案，被電詐集團操控離開澳門及失聯，其中一名在中國大陸就讀的本地女大學生更聽從騙徒教路，以出國留學為由向父母取款繳交保證金，損失約20萬元。司警提醒市民提防「公檢法」電話詐騙新手法[97]。
- 保安司表示，新監獄第四及五期工程預計年中完成，測試後預計該年9月選取合適時間進行在囚人士搬遷，目前，警察總局正制定統籌預案及細化方案，對於涉及公眾出行影響的部分，將會提前公布[98]。
- 對於部分公屋商鋪長期空置的現象，房屋局回覆直選議員顏亦恆書面質詢時表示會評估當區民生配套設施及居民生活需求等，適時再作公開招標，目前沒有修法考慮[99]。
- 2023年經濟房屋申請結束，當局共收到超過6,500份申請表，已交齊文件的暫超過5,000份，在經屋負投資等重重設限下，造就特區政府重推經屋以來最少人申請的一次[100]。

## 3月28日
- 行政長官賀一誠出席澳門街坊總會「慶祝成立四十周年暨新春酒會」，致辭時表示澳門過去一年邁入復甦發展新階段，把握機遇、協同奮進，堅定不移貫徹落實中央部署，做好各方面的發展[101]。
- 行政長官賀一誠會見中華人民共和國應急管理部黨委委員、副部長徐加愛，雙方就提升澳門城市安全治理水平、強化民防架構及相關部門的應急管理工作等方面交流意見[102]。
- 3月下旬至4月上旬為復活節及清明節連續兩個節假日，期間“澳車北上”預約名額已約滿，政府多部門預料港珠澳大橋澳門邊檢大樓及周邊道路屆時人流及車流較多，呼籲居民和旅客留意最新通關及交通情況，並加強口岸周邊的士違規行為，同時停運兩條港珠澳聯營線改以點對點往返各博企酒店渡假村的形式運作，同時部分出入境口岸或旅遊區巴士站停用，臨時增設特班車路線並加密另外兩條路線班次疏導大橋澳門口岸客流[103]。
- 2024年澳門國際環保合作發展論壇及展覽揭幕，匯聚諸多海內外專業機構、商企等，冀深化國際環保合作，發掘綠色商機[104]。
- 社會工作局公布《家庭暴力個案中央登記系統2023年全年簡報》。2023年共有40宗懷疑個案，當中涉及33名女性[105]。

## 3月29日
- 復活節連假首日，大批“港澳車北上”車輛擁往港珠澳大橋珠澳口岸，車龍於中午一度倒灌至澳門口岸離境車道。珠海方面爲疏導車流，抽調人手維持秩序，並在多處通道採取潮水式放行；港珠澳大橋穿梭巴士亦受擠塞影響，在港珠澳大橋香港口岸等侯時間超過180分鐘或以上[106]。
- 至當天午夜12時，全日經各口岸出入境共65.5萬多人次，當中入境旅客超過10萬人次，當中大橋澳門口岸為最多近3.9萬人次，大橋口岸入境大堂外，多間娛樂場酒店派員“搶客”。公共巴士及“發財巴”候車區不時現人龍，的士站則現長長的候客車龍[107]。澳門旅遊局預計整體客量日均達十萬人次，以香港旅客為主[108]。
- 復活節連假不少居民選擇離澳外遊或北上，民生區「放空」，人流明顯減少，私家車更大減，道路交通變得很順暢。但大三巴牌坊一帶人流如鯽，民生區一帶較為寧靜[109]。

## 3月30日
- 擁有40多年歷史的澳門賽馬舉行最後一天本地賽事，吸引不少居民、馬迷和旅客入場，澳門賽馬會表示入場觀眾超過3,000人次，當中會員700多人次，公眾席超過2,300人次，14場賽事總投注額合共超過546萬元[110]。
- 復活節連假翌日，各口岸共錄得近64萬人出入境，當中入境旅客為22.2萬人次，當中關閘及大橋澳門口岸佔多[111]。

## 3月31日
- 公共建設局公佈，澳門輕軌石排灣線主體工程已基本完工，於各車站及沿高架橋設置的輕軌行車系統亦已基本完成安裝，正開展各系統及列車運行測試工作[112]。
- 氹仔馬場最後一天開放，直播馬來西亞及香港當地賽事並接受投注。僅約數十名馬迷捧場，到場觀看屏幕及投注，作「最後衝次」，告別馬場[113]。
- 市政署於2023年共清疏逾22萬米公共下水道、逾3.8萬個雨水井。巡查飲食場所隔油井超過1000次，其中因隔油井未發揮應有功效之場所開立90多宗實況筆錄；另巡查地盤排水逾840多次，檢控違規排污50宗[114]。
- 隨著《澳門理工大學法律制度》及《澳門旅遊大學法律制度》於2024年4月1日生效，澳門特別行政區政府決定自該日起，不再將這三所公立高等院校納入整體公務人員員額管控範圍，而整體公務人員員額管控目標亦從3.8萬人調整至3.5萬人[115]。